# 臺中港科技產業園區
臺中港科技產業園區（舊稱中港加工出口區），為台灣中部由經濟部產業園區管理局臺中分局管理的科技產業園區，位於臺中市梧棲區的臺中港區內，面積達118.66公頃。

## 簡介
1997年12月設置港口型倉儲轉運專區，經濟部產業園區管理局於臺中港設置「中港加工出口區」，2021年2月更名為「臺中港科技產業園區」。至2016年，園區核准設立的公司共76家。。

## 外部連結
- 經濟部產業園區管理局臺中分局（页面存档备份，存于）（繁體中文）（英文）（日語）